# Homoneura procerula
Homoneura procerula är en tvåvingeart som beskrevs av Gao och Yang 2005. Homoneura procerula ingår i släktet Homoneura och familjen lövflugor. Inga underarter finns listade i Catalogue of Life.